# Famille Agnelli
Pour les articles homonymes, voir Agnelli.
La famille Agnelli est une famille italienne, originaire de Turin.

## Historique
Héritiers de Giovanni Agnelli, fondateur de Fiat, ils sont parmi les plus grandes fortunes européennes.
Par le biais de la Holding Exor, les Agnelli détiennent des participations dans Stellantis et une part majoritaire dans les entreprises Ferrari, The Economist Group, Groupe L'Espresso (GEDI), Partner Re et CNH Industrial.
Ils sont aussi propriétaires du club de football Juventus Football Club basé à Turin.
Un des principaux leaders du clan est John Elkann, président de Exor, Stellantis et Ferrari.

## Fortune
La fortune cumulée des descendants du fondateur de Fiat représentait en 2014 plus de 13,5 milliards de dollars.

## Filiation
- Giovanni Agnelli (1866-1945), fondateur de Fiat, à Turin (Piémont), dont :
  - Aniceta Caterina Agnelli (1889-1928), épouse Carlo Nasi
  - Edoardo Agnelli (1892-1935), dont :
    - Clara Agnelli (1920-2016), épouse le prince Tassilo von und zu Fürstenberg, dont :
      - Virginia (1940-2024) dite Ira von Fürstenberg
      - Egon von Fürstenberg (1946-2004), styliste

    - Giovanni Agnelli (1921-2003), parfois appelé Gianni Agnelli, surnommé l'Avvocato, dont :
      - Edoardo Agnelli (1954-2000)
      - Margherita Agnelli (née en 1955), épouse Alain Elkann, dont :
        - John Elkann (né en 1976), président de Exor, Stellantis et Ferrari, dont :
          - Leone Elkann (né en 2006)
          - Oceano Elkann (né en 2007)
          - Vita Elkann (née en 2012)

        - Lapo Elkann (né en 1977)
        - Ginevra Elkann (née en 1979)

    - Susanna Agnelli (1922-2009), femme politique, épouse Urbano Rattazzi
    - Maria Sole Agnelli (née en 1925), épouse Ranieri Campello, et en secondes noces Pio Teodorani Fabbri
    - Cristiana Agnelli (née en 1927), épouse Brandolino Brandolini d'Adda
    - Giorgio Agnelli (1929-1965)
    - Umberto Agnelli (1934-2004), dont :
      - Giovanni Alberto Agnelli (1964-1997), dont :
        - Virginia Asia Agnelli, née en septembre 1997

      - Andrea Agnelli (né en 1975), ex-président de Juventus Football Club, dont :
        - Baya Agnelli, née le 24 mai 2005
        - Giacomo Agnelli, né le 16 décembre 2011